# Sylvie Daigle
Sylvie Daigle (Sherbrooke, 1º dicembre 1962) è un'ex pattinatrice di short track canadese.

## Carriera
Vincitrice di due medaglie olimpiche (ci sarebbero da aggiungere un oro, due argenti e due bronzi conquistati a Calgary 1988, ma lo short track era ancora una disciplina dimostrativa) e di 34 medaglie mondiali (anche qui ci sarebbero da aggiungere tre ori, tre argenti ed un bronzo conquistati a Solihull 1978 e Quebec 1979 quando ancora i Mondiali di short track non erano una manifestazione ufficiale).

## Palmarès
Olimpiadi
- Oro a Albertville 1992 (staffetta)
- Argento a Lillehammer 1994 (staffetta)

Mondiali
- a Moncton 1982 (staffetta)
- a Tokyo 1983 (tutte le 5 individuali e la staffetta)
- a San Pietroburgo 1984 (staffetta, 3000 m, 500 m e generale)
- a St. Louis 1988 (staffetta, generale, 1500 m e 500 m)
- a Solihull 1989 (staffetta, generale, 1500 m, 500 m e 1000 m)
- a Amsterdam 1990 (staffetta, generale, 500 m, 1000 m e 3000 m)
- a Sydney 1991 (staffetta, 1000 m, generale, 1500 m e 3000 m)
- a Denver 1992 (staffetta)
- a Guildford 1994 (staffetta)

Mondiali Team
- a Seoul 1991
- a Cambridge 1994